# 基尔机械制造厂
基尔机械制造厂有限公司（德語：Maschinenbau Kiel GmbH，简称MaK）是德国一家传统的机械制造商，主要生产船用柴油机、柴油机车、柴油动车组和履带车。其业务部门在20世纪90年代被拆分为几间独立的公司。当中莱茵金属于1990年收购了军事装备部门；西门子于1992年收购了轨道车辆部门，并在1998年将机车事业部转售至目前的拥有者福斯罗；卡特彼勒则于1997年收购了船用柴油机部门。
福斯罗及卡特彼勒的船用柴油机部门目前仍然设于基尔，后者更持有原公司80%的股权，并继续在其产品中使用MaK的品牌。它们均为基尔规模最大的企业之一。

## 历史

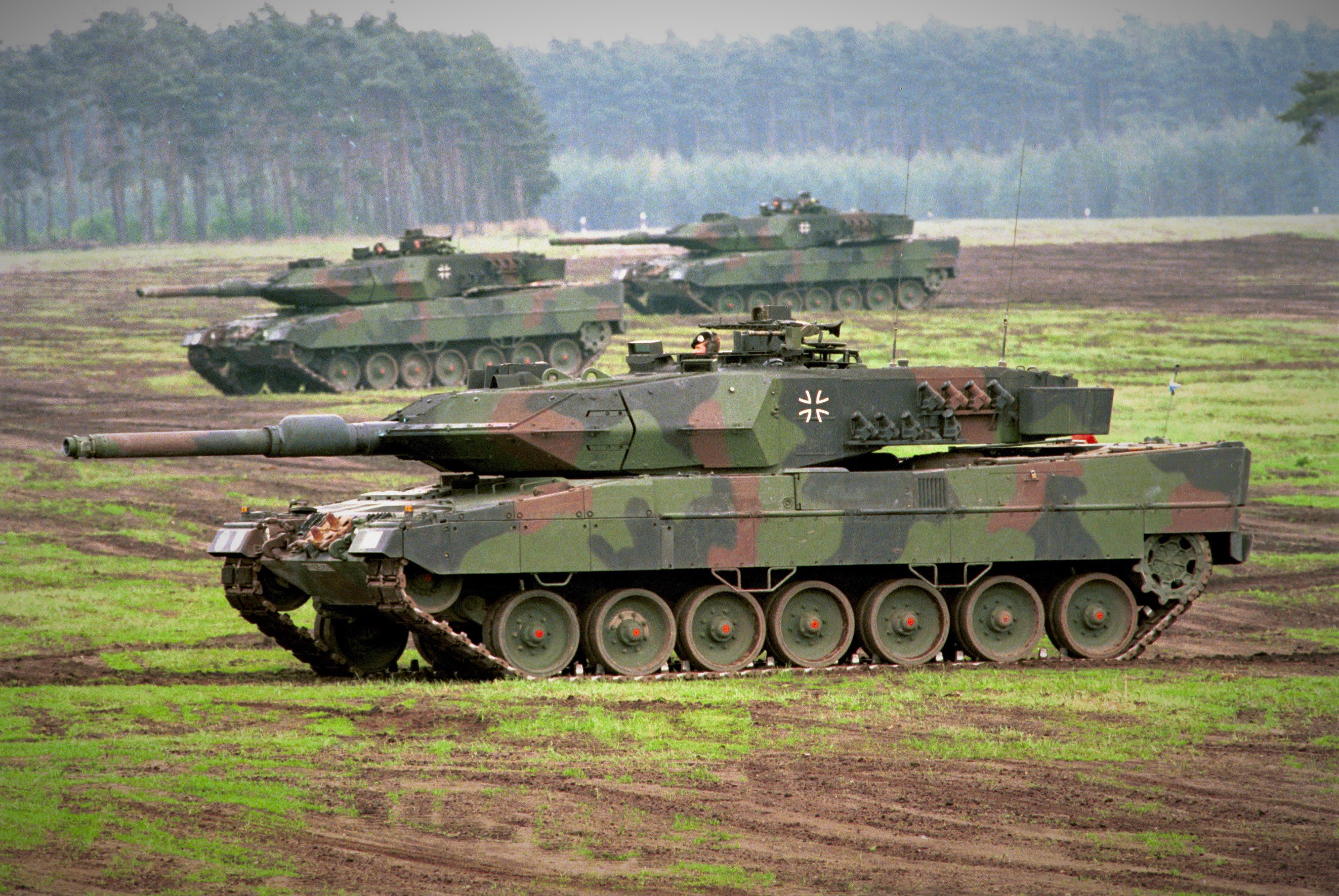
MaK生产的豹2型坦克

基尔机械制造厂是在1948年5月25日作为一家股份公司成立。它接管了原德意志造船厂的几个业务部门。在经过与MAN集团漫长的法律纠纷后，其名称缩写于1954年由MAK变更为MaK。
1959年，公司在经历了首次财政危机后，被从属于阿特拉斯有限公司（Atlas GmbH）的胡戈·施廷内斯有限公司接管，并改制为有限公司。1964年，MaK连同其母公司被克虏伯收购，并以“阿特拉斯-基尔机械制造厂有限公司”（Atlas-MaK Maschinenbau GmbH）的名义继续运营。而继1971年进行架构重组后，公司又被重命名为“克虏伯-MaK机械制造厂有限公司”（Krupp-MaK Maschinenbau GmbH）。
1992年，机车制造业务已经与克虏伯集团的其它公司一同被概括为克虏伯机车，它们在1994年被整体出售至西门子，并更名为西门子轨道车辆技术（Siemens Schienenfahrzeugtechnik，SFT）。西门子又于1998年10月1日将基尔的业务部门转售至福斯罗，更名为福斯罗铁道车辆技术（Vossloh Schienenfahrzeugtechnik，VSFT），并自2004年4月23日起使用“福斯罗机车有限公司”（Vossloh Locomotives GmbH）作为商用名称。于基尔生产的福斯罗机车会在车辆型号标识中使用MaK为缩写。
工程作業車輛的制造业务目前已被整合为阿特拉斯·特雷克斯有限公司。
在豹2型坦克的生产于1990年结束后，由于未来订单的前景仍不明朗，军事装备部门被重组为新的MaK系统有限公司（MaK System GmbH）。随着坦克制造业务此后移交莱茵金属地方系统（RHEINMETALL-Landsysteme），原有的系统技术现已成为莱茵金属的一部分。在基尔仅保留有一辆坦克的原型，它随着公司总部的发展而在位于苏克斯多夫的原址中迁入了一幢新的建筑。

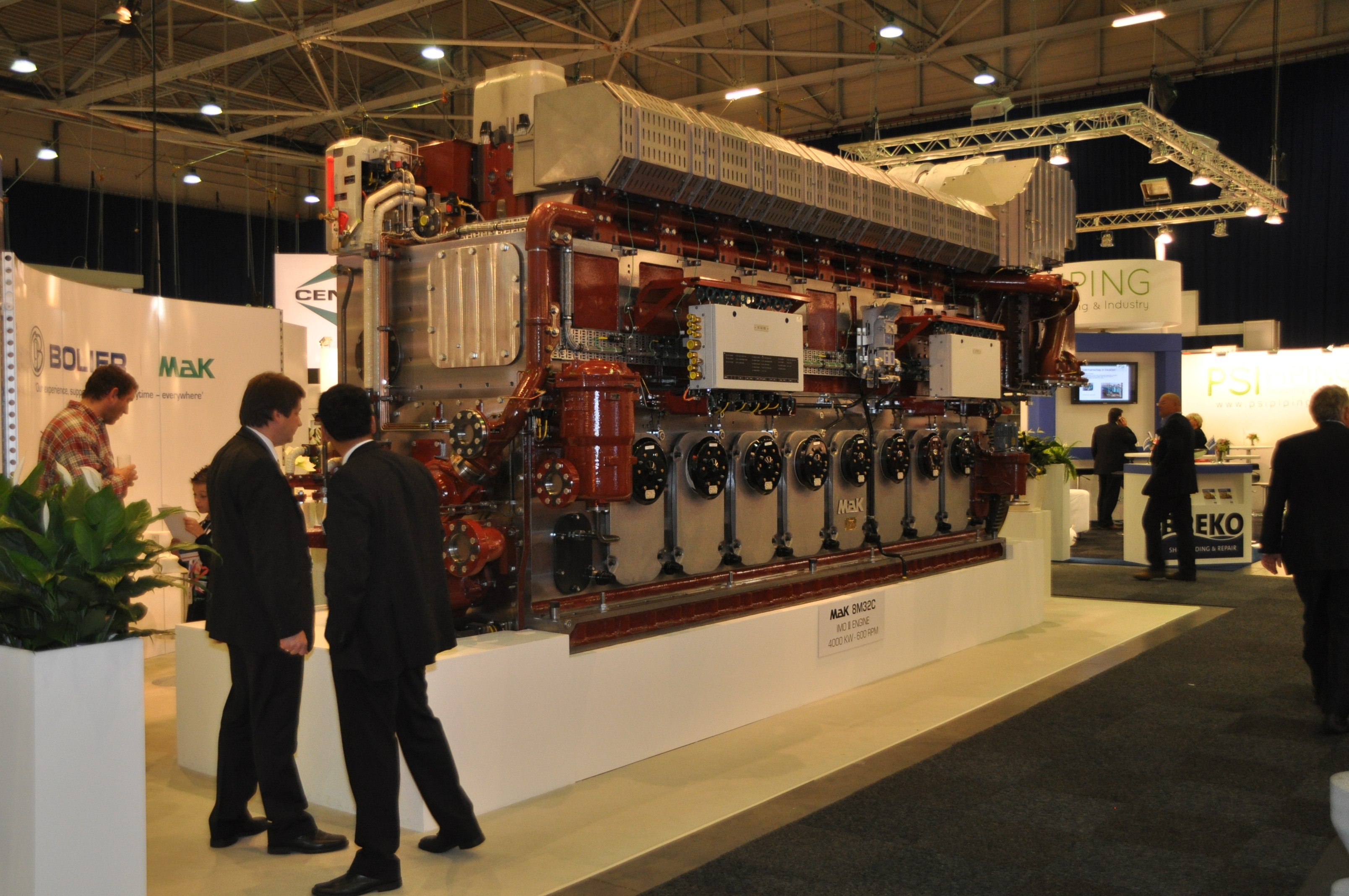
用于阿伊达女神号邮轮的MaK 9M43C型发动机

自1920年起由MaK和前任公司所开办的船用柴油机制造业务则在1997年被卡特彼勒发动机两合有限公司（Caterpillar Motoren GmbH & Co. KG）所收购，后者为卡特彼勒有限公司的全资子公司。MaK的标识此后仍可在中速发动机的生产和销售中找到。最近的一个著名的项目是阿伊达女神号邮轮，它装备有4台MaK 9M43C型发动机。该船只于2007年4月在汉堡举行的命名仪式中被媒体大肆报道，并在2013年投入运营后成为阿依达邮轮的第六艘姊妹舰。
在1983年成立、专职外部信息技术服务的MaK数据系统（MaK DATA SYSTEM）是克虏伯-MaK公司的利润中心。自1995年起，MaK数据系统基尔有限公司成为一家国际体系的独立公司，并继续以MaK的名称和标识提供IT专业的集成和定制解决方案。
2006年，卡特彼勒发动机公司的铸造业务和原MaK的铸造业务被售予了SHW铸造技术有限公司（SHW Casting Technologies GmbH）并自此改名为基尔铸造有限公司（Gießerei Kiel GmbH）。随着SHW公司在其后破产，其所持有的基尔铸造有限公司的主要部分又在2013年夏天被转移至卡特彼勒铸造基尔有限公司（Caterpillar Castings Kiel GmbH）。

## 机车制造

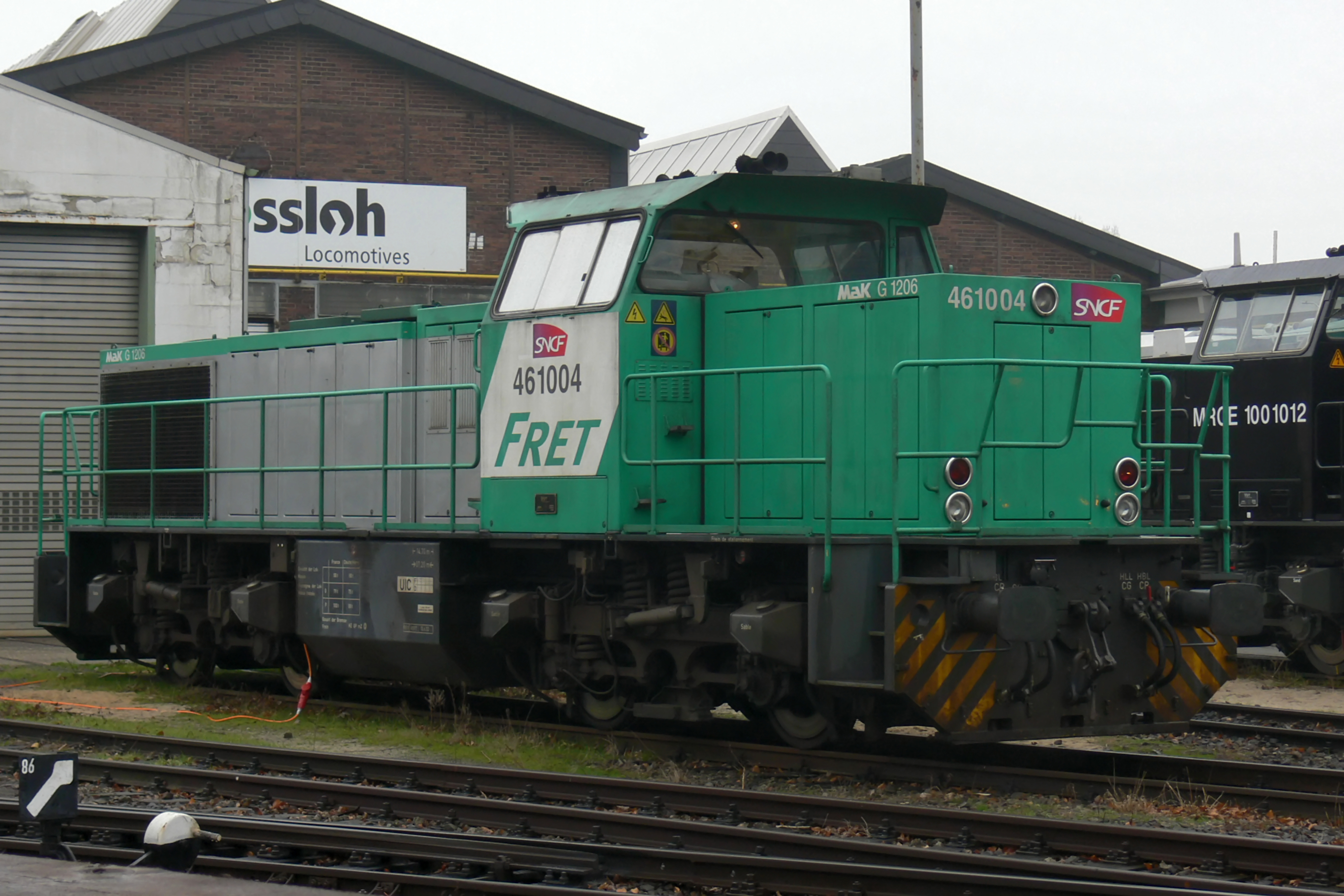
G1206型机车

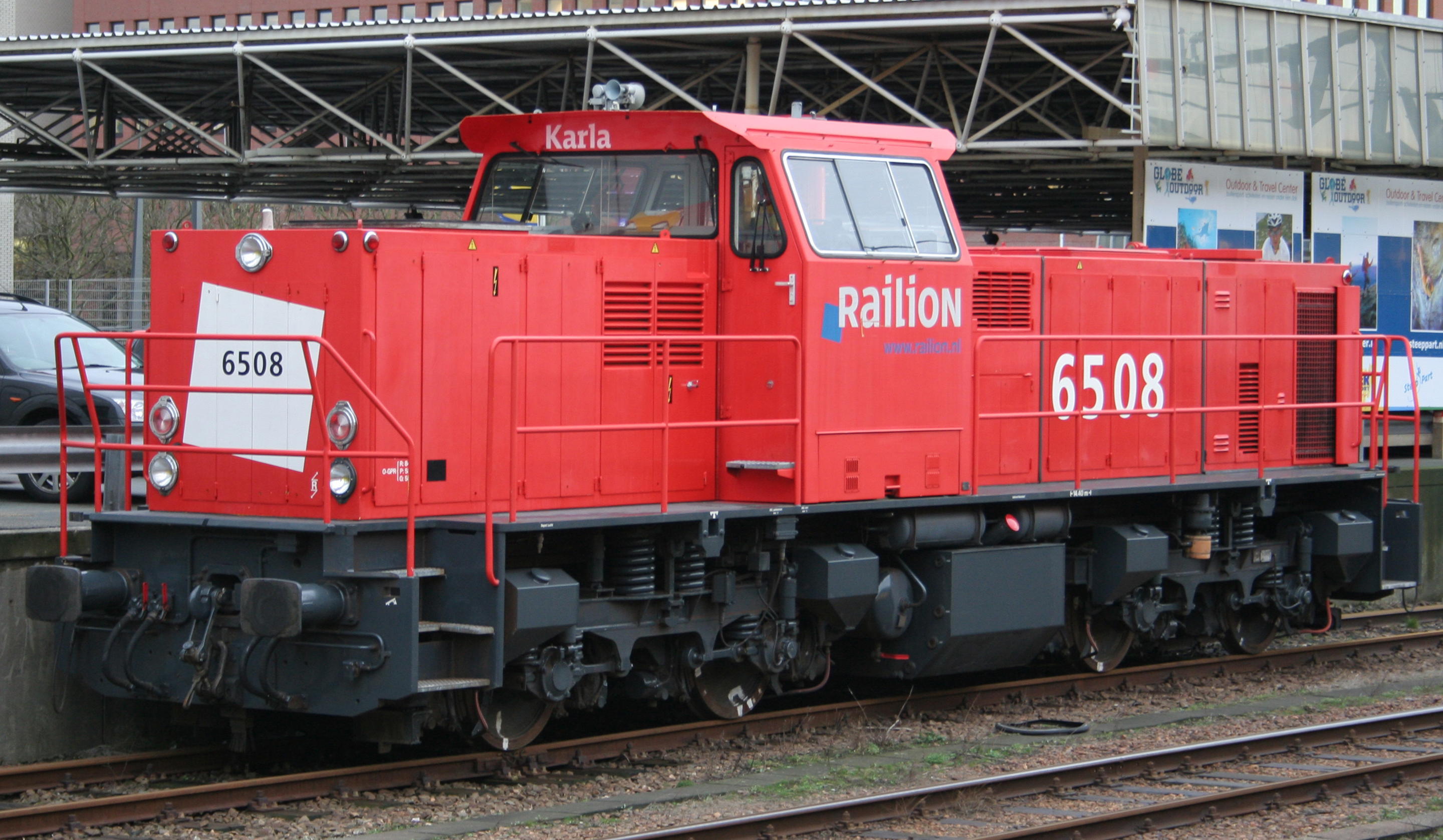
6400型机车

在20世纪50年代和60年代，该公司生产出广受欢迎的MaK连杆机车，它取代了德国众多私营铁路的蒸汽机车。同时，公司也开始为德国联邦铁路生产柴油机车，产品包括V60型、V65型和V80型等。
自1965年起，公司开始使用万向节轴作为机车传动轴的一部分，期间生产的机车包括V90型、V100型、V200型和V160型等。
机车制造的第三个周期开始于1979年，这是基于德国铁路联邦局（Bundesverbandes Deutscher Eisenbahnen）所制定的“柴油机车工作组标准”（Arbeitskreis Standard-Diesellok）所生产，因此需要使用标准化的可互换部件。机车的外观设计以直角和扁钢为主，这主要是出于成本考虑；内部转换器通过运行更快的发动机实现，它们使用了由MTU提供的柴油发动机。以G1201BB型为基础开发的G1206型柴油机车，连同众多的中级车型证明了自身的可靠性能，使得机车的生产周期持续了数十年，并在2007年开发出新的调车版本。
在当时困难的经济环境下，公司还努力拓展其业务范围及客户基础。通过使用瑞士公司勃朗-包维利提供的电气部件，MaK也开始生产柴电动力机车，并有部分产品取得了成功。尤其是6400型机车，荷兰铁路共为之采购了120台。